# Ibn Tumart
Abu Abd Allah Muhammad Ibn Tumart (arab. أبو عبدالله محمد أبو عبدالله محمد ابن تومرت) (ok. 1080–1128) – przywódca religijny wywodzący się z berberyjskiego plemienia Masmuda. Twórca doktryny uznawanej przez Almohadów.

## Życiorys
Urodził się w plemiemiu Masmuda w górach Atlas. Studiował w Kordowie u Ibn Hazma. Później odbył pielgrzymkę do Mekki, podczas której odwiedził również Bagdad. Przepych Bagdadu i innych miast muzułmańskich był impulsem, który spowodował, że zaczął głosić potrzebę oczyszczenia religijnego świata arabskiego.